# Сарсаз (Кармаскалинський район)
Сарса́з (рос. Сарсаз, башк. Һарыһаҙ) — присілок у складі Кармаскалинського району Башкортостану, Росія. Входить до складу Підлубовської сільської ради.
Населення — 90 осіб (2010; 138 в 2002).
Національний склад:
- татари — 82 %